# Karin Schubert
Karin Schubert (Hamburg, 1944. november 26. –) német színésznő, 1967–1985-ig német és olasz játékfilmekben játszott, 1985-től visszavonulásáig pornószínésznőként dolgozott főleg olasz és nemzetközi gyártású szexfilmekben.

## Élete

### Szokványos színművésznőként
Karin Scubert a színművészeti főiskola elvégzése után rögvest megkapta első filmszerepét az 1967-es La facocera c. olasz vígjátékban. Az 1960-as évek közepétől néhány német játékfilmben, de főleg nagy számú olasz western- és más kalandfilmben szerepelt. A filmrendezők kedvelték Karin Schubert megjelenését: az ártatlan kék szemeit, szőke haját, és jellegzetesen németes megjelenését. Rolf Olsen német rendező 1968-ban Curd Jürgens főszereplésével készült Der Arzt von St. Pauli (A hamburgi orvos) c. bűnügyi filmdrámájában Karin már meztelenül mutatkozott, egy névtelen aktmodellt alakítva, de nevét nem írták ki a stáblistára.
1971-ben főszerepet játszott Gérard Oury francia rendező Felszarvazták őfelségét (La folie des grandeurs) c. filmvígjátékában, mint a csélcsap spanyol királynét Louis de Funès és Yves Montand mellett. Ezt követően szerepelt Yves Boisset francia rendező 1972-es Merénylet (L’attentat) c. politikai bűnügyi filmjében (Jean-Louis Trintignant-tal, Michel Piccolival, Jean Seberggel és Gian Maria Volontéval. Ugyanebben az évben a Kékszakáll (Bluebeard) c. olasz-amerikai krimiben Karin olyan sztárok mellett szerepelt, mint Richard Burton, Raquel Welch, Virna Lisi, Nathalie Delon és Agostina Belli. A filmet Edward Dmytryk és Luciano Sacripanti rendezték, a forgatás részben Budapesten zajlott. Szintén 1972-ben a Quel gran pezzo dell’Ubalda tutta nuda e tutta calda (Ubalda, All Naked and Warm) c. olasz szexkomédiában tűnik fel Edwige Fenech és Pippo Franco partnereként. Ezután ismét kalandfilmek következtek, főleg George Eastman olasz színész mellett, mint A három testőr 1973-as olasz remake-je (Tutti per uno… botte per tutti).

### Erotikus váltás
Az 1970-es évek közepétől Karin Schubert szerepeinek jellege lassan megváltozott, egyre több meztelen szerepet vállalt erotikus filmekben. Legismertebb ezek közül a Fekete Emanuelle (Emanuelle nera) c. olasz szexfilm, amelyet Francis Giacobetti rendező 1975-ben bemutatott Emmanuelle 2. c. filmjének sikere ihletett. Bitto Albertini olasz rendező szélsebesen, még ugyanabban az évben elkészítette saját változatát, a Fekete Emanuelle-t. A címszerepet az Emmanuelle 2. mellékszereplőjeként feltűnt Laura Gemser kapta, a másik főszereplő pedig Karin Schubert lett, aki így már átváltott az erotikus filmek világára. A „Fekete Emanuelle” nevet egyébként jogi okokból csak egy m-mel írták, szemben az eredeti „fehér” Emmanuelle nevével. Az indonéziai származású, sötét bőrű Laura Gemser és a hamvas szőkeség, Karin Schubert kombinációja nagy tetszést aratott a műfaj kedvelőinek körében.
A Fekete Emanuelle első részét 1976-tól kezdve további folytatások követték, főleg Joe D’Amato rendezésében, melyek leginkább az ún. trash mozik kategóriájába tartoznak. A sikeres Gemser–Schubert női párost a rendező a Fekete Emanuelle más folytatásaiban is megtartotta, így pl. az 1977-es Emanuelle – perchè violenza alle donne? (Emanuelle Versus Violence to Women) c. erotikus bűnügyi történetben, ahol Cora szerepében Emanuelle vetélytársaként jelenik meg Schubert. Joe d’Amato ezzel a filmmel megteremtette az olasz erotikus kalandfilm új műfaját.
1983-ban Claude Mulot francia rendező Black Venus c. filmjének Marie szerepében Karin Schubert leszbikus partnere a film címszereplője, Josephine Jacqueline Jones volt, a Bahama-szigetek 1979-es szépségkirálynője.

### A pornófilmek világa
1985-ben a már 40 éves színésznő ismét váltott és ezúttal keményebb pornó, az ún. hardcore filmekben való szereplésre. Egy évtizeden át, a pornográfia aranykorában olasz, német és amerikai gyártású pornófilmben szerepelt. Kemény szerződési feltételeket szabaott azonban a szerepléshez: éves fizetése 180 000 német márka (mintegy 90 000 euró) volt, emellett Karin kikötötte, hogy nem kell állatos jelenetekben közreműködnie, nem vesz részt anális szexjelenetben, és színes bőrű partnerrel sem köteles közös jelenetet forgatni. Első pornófilmje az 1985-ben készült olasz Morbosamente vostra (Beteged vagyok), amelyben egy kicsapongó fantáziájú szkizofrén háziasszonyt, Corát alakítja. 1987-ben három amerikai produkcióban szerepelt: a The Devil in Mr. Holmes-ban (partnerei John Holmes, Cicciolina, Tracey Adams, Ginger Lynn, Amber Lynn voltak), és a két részes Born for Love-ban (Sibylle Rauch-hal, John Leslie-vel, Tom Byronnal és Jamie Summersszel). 1990-ben egy háromrészes német pornófilmben szerepelt, a Wiener Glut-ban, mely cím szó szerint „bécsi parázs”-t jelent, s egyfajta szójáték, frivol célzás Ifj. Johann Strauss Wiener Blut (Bécsi vér) c. népszerű keringőjére. A filmet a színésznő neve után Schubertgasse-Sex, azaz „Schubert utcai szex” becenévvel is illették.
Legutóbbinak ismert filmszerepét Karin Schubert 1994-ben játszotta el Michel Berkowitch francia rendező Enfoncées bien à fond („Jól beléjük mélyesztve”) c. pornófilmjében.

## Filmjei
| Játékfilmek - 1967: La facocera - 1968: Samoa, regina della giungla (fsz.: Edwige Fenech) - 1968: Io ti amo (fsz.: Dalida) - 1968: Der Arzt von St. Pauli (aktmodell, stáblistán nem szerepel), Curd Jürgens - 1969: Willst du ewig Jungfrau bleiben? (Yvonne) - 1970: Satiricosissimo (Acte, a szőke lány) - 1970: Őrület a köbön (Pussycat, Pussycat, I Love You) (névtelen) (fsz: Ian McShane, John Gavin) - 1970: Vamos a matar, compañeros (Zaira), (fsz.: Franco Nero, Fernando Rey, Jack Palance, Iris Berben) - 1970: Una spada per Brando - 1971: Il prete sposato Blonde on bicycle - 1971: Scusi, ma lei le paga le tasse? (Fabrizia Giusti) - 1971: Gli occhi freddi della paura / Cold Eyes of Fear (bártáncosnő) (fsz.: Giovanna Ralli, Fernando Rey) - 1971: Un'estate, un inverno (TV mini-sorozat) - 1971: Felszarvazták őfelségét (a királyné) - 1971: Ore di terrore / Kreuzfahrt des Grauens (Vera) - 1972: Racconti proibiti... di niente vestiti (szőke parasztlány) (fsz.: Magali Noël, Janet Agren) - 1972: I due maghi del pallone (Gretel) - 1972: Bluebeard (Greta) Richard Burton, Raquel Welch, Virna Lisi, Nathalie Delon és Agostina Belli - 1972: Merénylet / L’attentat (Sabine) (fsz.: Jean-Louis Trintignant, Michel Piccoli, Jean Seberg, Gian Maria Volonté) - 1973: Tutti per uno... botte per tutti - 1973: La punition (Britt) - 1974: Il bacio di una morta (Yvonne Rigaud) - 1974: L’ammazzatina - 1974: Questa volta ti faccio ricco! (Joyce O’Hara) - 1974: La casa della paura / The Girl in Room 2A (Maria) (fsz.: Raf Vallone, John Scanlon) - 1974: Mio Dio come sono caduta in basso! / Till Marriage Do Us Part (Evelyn) (fsz: Laura Antonelli, Jean Rochefort, Michele Placido) - 1974: Valse à trois (Claire) - 1975: Lo sgarbo - 1975: L’uomo che sfidò l’organizzazione (Margie) (fsz.: Jean-Claude Dreyfus - 1976: La muerte ronda a Mónica (Elena) | Erotikus filmek - 1972: Quel gran pezzo della Ubalda tutta nuda e tutta calda / All naked and Warm (Fiamma) (fsz:: Edwige Fenech) - 1975: Fekete Emanuelle, (Ann Danieli), Laura Gemserrel, Dirce Funarival. - 1976: Frittata all’italiana - 1976: Cuando los maridos se iban a la guerra (fsz.: Claudine Auger, Ira von Fürstenberg) - 1977: La dottoressa sotto il lenzuolo (Laura Bonetti) - 1977: Emanuelle – Perché violenza alle donne? / Emanuelle vs. Violence to Women, (Cora Norman), Laura Gemserrel. - 1978: Missile X - Geheimauftrag Neutronenbombe (Galina) (fsz.: Curd Jürgens, Peter Graves) - 1978: Krouaziera tou tromou (Vera) - 1978: Il pavone nero (Laura) - 1979: Une femme spéciale (Yasmine) - 1979: L’infermiera nella corsia dei militari (Eva), Nadia Cassinivel - 1981: Lo scoiattolo - 1983: Invierno en Marbella (fsz.: Carmen Casal, Muráti Lili) - 1983: Black Venus / La Venus negra (Marie), Josephine Jacqueline Jones-szal - 1984: Commando Panther / Panther Squad (Barbara) (saját nevén) - 1984: Christina y la reconversión sexual (Rosa) - 1984: Hanna D. - La ragazza del Vondel Park (Hanna anyja) | Pornófilmek - 1985: Morbosamente vostra (Cora) - 1986: Karin l’ingorda - 1986: Ricordi di notte / Feuer der Begierden - 1987: Poker di donne / Wild open lips (Paola) (partnerek: Marina Hedman, Denise Dior, Jean-Pierre Armand) - 1987: Il vizio nel ventre / Defect in the Belly (Rocco Siffredivel) - 1987: Born for Love (Yvonne Dupont) (partnerek: Sibylle Rauch, John Leslie) - 1987: Born for Love 2 (partnerek: Sybille Rauch, Tom Byron, Jamie Summers) - 1987: The Devil in Mr. Holmes (partnerek: John Holmes, Cicciolina, Tracey Adams, Ginger Lynn, Amber Lynn) - 1987: Karin moglie vogliosa / The Desirous Wife - 1987: Altri desideri di Karin / Orgien der Wollust (saját nevén) - 1988: Karin e Barbara, le supersexystars (saját nevén, Barbara Dahllal) - 1989: La Parisienne - 1989: Mafia Connection - 1989: Eravamo così - 1989: Osceno (Karin) - 1990: Wiener Glut - 1993: Le tre porcelline (a nagynéni) - 1993: Le avventure erotix di Cappuccetto Rosso (a nagymama) - 1993: Babette aime ses quequettes - 1994: Parting Shots (video) - 1994: Enfoncées bien à fond |